# 姆错丙尼
姆错丙尼（藏語：མོ་མཚོ་སྤུན་གཉིས，威利转写：mo mtsho spun gnyis，THL：Motso Pünnyi，意为“姊妹湖”）位于中国西藏自治区日喀则市昂仁县境内，地处昂仁县西北部，拉布琼山北麓，湖面海拔4685米，面积146.2平方公里。湖体分为东西两部分，中间以100多米宽的河道相连，故名“姊妹湖”。湖区气候寒冷干燥，年平均气温-2～0℃，年均降水量200～300毫米。湖水主要靠冰雪融水径流补给。